# مایکل بنت (دوچرخه‌سوار)
مایکل بنت (انگلیسی: Michael Bennett؛ زادهٔ ۸ ژوئن ۱۹۴۹) دوچرخه‌سوار اهل بریتانیا است.
وی در مسابقات کشوری و بین‌المللی در مجموع برندهٔ ۲ مدال برنز شده‌است.